# Иоахим, Иоганн Фридрих
Иоганн Фридрих Иоахим (нем. Johann Friedrich Joachim; 1713—1767) — немецкий правовед и историк.
Профессор Галльского университета. Написал первое на немецком языке руководство дипломатики: «Einleitung zur deutschen Diplomatik, worin die Regeln an die Hand gegeben werden, nach welchen die schriftlichen Urkunden der deutschen Könige und Kaiser können gelesen, beurteilt, und die wahren von den falschen unterschieden werden» (Галле, 1748).

## Другие труды
- «Geschichte der deutschen Reichstage» (Галле, 1762),
- «Commentatio de spurio Mathildino dono» (Галле, 1736);
- «Einleitung zu den Geschichten der heutigen Reiche n. Staaten von Europa» (Франкфурт и Лпц., 1747);
- «Sammlung vermischter Anmerknugen etc.» (в том числе о ленном праве, Галле, 1753—1764);
- «Historische Abhandlung von dem Ursprunge des Wahlrechts in dem Königreich Polen, und dessein bisher. Gebrauch» (Галле, 1764);
- «Unterricht von dem Münzwesen etc.» (Галле, 1754).

Иоахим известен также переводом книги Лакомба: «О происшедших в русском государстве переменах правления», которую он снабдил примечаниями («Gesch. der Staatsveränderungen etc.», Галле, 1761—1764).